# Peponidium latiflorum
Peponidium latiflorum là một loài thực vật có hoa trong họ Thiến thảo. Loài này được (Homolle ex Cavaco) Razafim., Lantz & B.Bremer mô tả khoa học đầu tiên năm 2007.